# (16925) 1998 FB63
A (16925) 1998 FB63 a Naprendszer kisbolygóövében található aszteroida. A LINEAR projekt keretében fedezték fel 1998. március 20-án.